# Дідух Володимир Васильович
Володи́мир Васи́льович Дідух (27 серпня 1979, с. Вербів Бережанського району Тернопільської області — 31 січня 2015) — український військовик, водій-санітар 128-ї гірсько-піхотної бригади (Мукачеве), учасник російсько-української війни.

## Життєпис
У 1994 р. закінчив Вербівську школу. Добре вчився, любив займатися спортом. Працював водієм у ТзОВ «Вербів», одруженим не був, жив разом з батьками.
Мобілізований до війська в серпні 2014 року. На різдвяні свята приїжджав додому на ротацію. У зоні АТО служив водієм-санітаром, разом з медиками перевозив у швидкій поранених.
Загинув 31 січня 2015 під час обстрілу з танку взводного опорного пункту «БАЛУ».

## Нагороди та вшанування
- Указом Президента України № 282/2015 від 23 травня 2015 року, «за особисту мужність і високий професіоналізм, виявлені у захисті державного суверенітету та територіальної цілісності України, вірність військовій присязі», нагороджений орденом «За мужність» III ступеня (посмертно)[1].
- 11 жовтня 2015 року у селі Вербів на будівлі загальноосвітньої школи (вулиця Мазепи, 40), де навчався Володимир Дідух, йому відкрито меморіальну дошку.
- Вшановується в меморіальному комплексі «Зала пам'яті», в щоденному ранковому церемоніалі 31 січня[2][3];
- почесний громадянин Тернопільської области (2025, посмертно)[4].